# Pomnik Wdzięczności Armii Radzieckiej w Kodniu
Pomnik wdzięczności Armii Radzieckiej w Kodniu – pomnik, który znajdował się we wsi Kodeń w powiecie bialskim, w województwie lubelskim. Zlikwidowany w 2018 roku.

## Historia
Pomnik powstał po II wojnie światowej dla upamiętnienia żołnierzy Armii Czerwonej rzekomo poległych podczas wyzwalania Kodnia, faktycznie pod obeliskiem z inskrypcją Bohaterom radzieckim poległym w walce z okupantem hitlerowskim o wyzwolenie Kodnia w 1944 r. Mieszkańcy Kodnia pochowani zostali prawdopodobnie radzieccy jeńcy wojenni. Kiedy w 1944 roku wojska radzieckie wkroczyły do Kodnia, Niemców w miejscowości już nie było.
Pomnik nie był mogiłą wojenną, ponieważ ciała jeńców sowieckich pochowanych pod nim ekshumowano. W 2018 roku pomnik został zlikwidowany a na jego miejsce powstał pomnik Odzyskania Niepodległości.